# Dekanat ryski
Dekanat ryski – jeden z trzech dekanatów wchodzących w skład eparchii ryskiej Łotewskiego Kościoła Prawosławnego.

## Parafie w dekanacie
- Parafia św. Męczennika Jana Arcybiskupa Ryskiego w Aizkraukle
  - Cerkiew św. Męczennika Jana Arcybiskupa Ryskiego w Aizkraukle
- Parafia Ikony Matki Bożej „Łagodząca Złe Serca” w Ādaži
  - nabożeństwa odbywają się w tymczasowej kaplicy
- Parafia Bogolubskiej Ikony Matki Bożej w Baloži
  - Cerkiew Bogolubskiej Ikony Matki Bożej w Baloži
- Parafia św. Jerzego w Bauska
  - Cerkiew św. Jerzego w Bauska
- Parafia Narodzenia Matki Bożej w Ekawie
  - Cerkiew Narodzenia Matki Bożej w Ekawie
- Parafia Świętego Ducha w Ikšķile
  - Cerkiew Świętego Ducha w Ikšķile
- Parafia Przemienienia Pańskiego w Jaunjelgavie
  - Cerkiew Przemienienia Pańskiego w Jaunjelgavie
- Parafia św. Symeona i św. Anny w Jełgawie
  - Sobór św. Symeona i św. Anny w Jełgawie
- Parafia Zaśnięcia Matki Bożej w Jełgawie
  - Cerkiew Zaśnięcia Matki Bożej w Jełgawie
- Parafia św. Włodzimierza Wielkiego w Jurmale (Dubulti)
  - Cerkiew św. Włodzimierza Wielkiego w Jurmale (Dubulti)
- Parafia Kazańskiej Ikony Matki Bożej w Jurmałe (Dzintari)
  - Cerkiew Kazańskiej Ikony Matki Bożej w Jurmale (Dzintari)
- Parafia Świętych Apostołów Piotra i Pawła w Jurmale (Ķemeri)
  - Cerkiew Świętych Apostołów Piotra i Pawła w Jurmale (Ķemeri)
- Parafia św. Mikołaja w Lielvārde
  - Cerkiew św. Mikołaja w Lielvārde
- Parafia św. Dymitra Sołuńskiego w Olaine
  - Cerkiew św. Dymitra Sołuńskiego w Olaine
- Parafia św. Mikołaja Cudotwórcy w Ogre
  - Cerkiew św. Mikołaja Cudotwórcy w Ogre
- Parafia Ikony Matki Bożej „Hodegetria” w Rydze (Vecmīlgrāvis)
  - Cerkiew Ikony Matki Bożej „Hodegetria” w Rydze (w budowie)
- Parafia Narodzenia Pańskiego w Rydze
  - Sobór Narodzenia Pańskiego w Rydze
- Parafia Obrazu Chrystusa Zbawiciela Nie Ludzką Ręką Uczynionego w Rydze
  - Cerkiew Obrazu Chrystusa Zbawiciela Nie Ludzką Ręką Uczynionego w Rydze
- Parafia Opieki Matki Bożej w Rydze
  - Cerkiew Opieki Matki Bożej w Rydze na Pokrowskim Cmentarzu
- Parafia Przemienienia Pańskiego w Rydze na Sarkandaugavie
  - Cerkiew Przemienienia Pańskiego w Rydze
- Parafia Ścięcia Głowy św. Jana Chrzciciela w Rydze
  - Cerkiew Ścięcia Głowy św. Jana Chrzciciela w Rydze
  - Cerkiew Kazańskiej Ikony Matki Bożej w Rydze
- Parafia św. Aleksandra Newskiego w Rydze
  - Cerkiew św. Aleksandra Newskiego w Rydze
- Parafia św. Michała Archanioła w Rydze
  - Cerkiew św. Michała Archanioła w Rydze
- Parafia Świętej Trójcy w Rydze
  - Sobór Świętej Trójcy w Rydze
  - Cerkiew św. Sergiusza z Radoneża w Rydze
  - Kaplica Zaśnięcia Najświętszej Maryi Panny w krypcie soboru Świętej Trójcy
- Parafia Świętej Trójcy w Rydze (Zadźwinie)
  - Cerkiew Świętej Trójcy w Rydze
- Parafia Świętych Nowomęczenników i Wyznawców Rosyjskich w Rydze (Bolderāja)
  - Cerkiew Świętych Nowomęczenników i Wyznawców Rosyjskich w Rydze
- Parafia Wniebowstąpienia Pańskiego w Rydze
  - Cerkiew Wniebowstąpienia Pańskiego w Rydze
- Parafia Wszystkich Świętych w Rydze
  - Cerkiew Wszystkich Świętych w Rydze
- Parafia Zwiastowania Najświętszej Maryi Panny w Rydze
  - Cerkiew Zwiastowania Najświętszej Maryi Panny w Rydze
- Parafia Ikony Matki Bożej „Wszystkich Strapionych Radość” w Salaspils
  - Cerkiew Ikony Matki Bożej „Wszystkich Strapionych Radość” w Salaspils
  - Cerkiew św. Jerzego Zwycięzcy w Salaspils
- Parafia św. Andrzeja Apostoła w Siguldzie
  - Cerkiew św. Andrzeja Apostoła w Siguldzie
- Parafia św. Mikołaja Cudotwórcy w Tukums
  - Cerkiew św. Mikołaja w Tukums
- Parafia Przemienienia Pańskiego w Vangaži
  - nabożeństwa tymczasowo odbywają się w miejscowej szkole